# Salomonov operativni obred
Salomonov operativni obred (fran. Rite opératif de Salomon, ROS) je slobodnozidarski obred koji se pojavio 1960-ih godina kao rezultat istraživačkog rada Jacquesa de La Personnea, tadašnjeg predsjednika Povjerenstva za rituale i pomoćnika velikog govornika Velikog orijenta Francuske. Ovaj obred nudi slobodnim zidarima izrazito simbolički pristup slobodnom zidarstvu, s posebnim naglaskom na ceremonijalni aspekt sastanaka lože. Danas se prvenstveno prakticira unutar Inicijacijskog i tradicionalnog reda kraljevske umjetnosti (OITAR), koji je La Personne osnovao 1974. godine.

## Povijest
Jacques de La Personne ušao je u slobodno zidarstvo pri Velikom orijentu Francuske 16. prosinca 1959. Bio je dio generacije slobodnih zidara koja se, slično Renéu Guillyju, intenzivno posvetila proučavanju Francuskog obreda na temelju povijesnih izvora. Iniciran je u Loži "Neodvojivi elementi napretka" (Loge Les Inséparables du Progrès) u Parizu, kojom je 1964. i predsjedao kao starješina. Kao pomoćnik velikog govornika i predsjednik komisije za rituale Velikog orijenta Francuske, dobio je mandat za razvoj novog ritualnog modela. Na temelju tog rada osniva eksperimentalnu Ložu "Muškarci" (Loge Les Hommes), kojoj je 7. veljače 1972. dodijeljena povelja za rad prema novom obredu – prva tri stupnja kasnijeg Operativnog obreda Salomonovog. Ova loža i danas djeluje po tom obredu.
Kako bi projekt mogao razvijati u slobodnijem i otvorenijem okruženju, uključujući i mješoviti sastav članstva, La Personne se 1974. odvojio od Velikog orijenta Francuske i osnovao neovisnu strukturu – Inicijacijski i tradicionalni red kraljevske umjetnosti (OITAR). Prva loža u toj novoj obedijenciji nosi naziv "Utemeljitelji" (Loge Les Fondateurs) i postaje loža broj jedan OITAR-a.
Tijekom gotovo deset godina, zajedno s brojnim slobodnim zidarima – uglavnom iz Velikog orijenta Francuske i Reda Le Droit Humain – radio je na razvoju obreda, uključujući ritualne knjige za pojedine stupnjeve, ali i tzv. knjige rada, koje definiraju praksu i upute reda i njegovih loža. Početkom 1980-ih javlja se ideja o uspostavi istraživačke lože – "Hermes" – čiji je cilj daljnji razvoj obreda, posebno kroz ispitivanje novih simboličkih struktura i redoslijeda stupnjeva. La Personne je otvoreno naglašavao kako mu je cilj drugi stupanj "plavog slobodnog zidarstva" (odnosno triju osnovnih stupnjeva) učiniti središnjim simboličkim osloncem cijelog obreda.

## Struktura stupnjeva
Salomonov operativni obred, koji se prakticira u OITAR-u, ima devet stupnjeva podijeljenih u tri reda:
- Prvi red: Radnički red graditelja hrama (fran. Ordre Œuvrier des Bâtisseurs du Temple), obrtnički put u pet stupnjeva
  - 1° – učenik (Apprenti)
  - 2° – pomoćnik (Compagnon)
  - 3° – majstor (Maître)
  - 4° – tajni majstor (Maître Secret)
  - 5° – majstor znaka (Maître Maçon de la Marque)[a]
- Drugi red: Viteški red Salomonovog hrama (Ordre Chevaleresque du Temple de Salomon), viteški put u dva stupnja
  - 6° – vitez kraljevskog luka (Chevalier de l'Arche Royale)[b]
  - 7° – vitez ružinog križa (Chevalier Rose-Croix)[c]
- Treći red: Unutarnji red Svetog hrama (Ordre Intérieur du Saint Temple), svećenički put u dva stupnja
  - 8° – putnik svjetlosti (Passeur de Lumière)
  - 9° – majstor neizrecivog imena (Maître du Nom Ineffable)

Prva tri stupnja (učenik, pomoćnik, majstor) vode se, kako zahtijeva tradicija slobodnog zidarstva, neovisno o višim stupnjevima (od četvrtog stupnja) koji se nazivaju "Savršenstvo" (de Perfection). S prva tri stupnja upravlja opći veliki majstor, okružen vijećem pokrajnskih velikih majstora. Stupnjevima "Savršenstva" upravlja Vrhovno univerzalno vijeće obreda (Suprême Conseil universel du Rite).
Regalije za Salomonov operativni obred temeljene su na plavoj i bijeloj boji.